# Direito potestativo

Direito Potestativo é um direito que não admite contestações, ou seja, seu uso é de mera liberdade do seu possuidor. É o caso, por exemplo, do direito assegurado ao empregador de dispensar um empregado (no contexto do direito do trabalho); cabe a ele apenas aceitar esta condição; como também num caso de divórcio, uma das partes aceitando ou não, o divórcio será processado.
É prerrogativa jurídica de impor a outrem a sujeição ao seu exercício. Como observa Francisco Amaral, o direito potestativo atua na esfera jurídica de outrem, sem que este tenha algum dever a cumprir.
Não implica num determinado comportamento de outrem, nem é suscetível de violação. Segundo o mesmo autor, o direito potestativo não se confunde com o direito subjetivo, porque ao direito subjetivo se contrapõe um dever, o que não ocorre com o direito potestativo. A este, entendido como espécie de poder jurídico, corresponde uma sujeição: a necessidade de suportar os efeitos do exercício do direito potestativo. Ainda, observa o autor que o direito potestativo extingue-se pela decadência enquanto o direito subjetivo é extinto pela prescrição. 
Os direitos potestativos podem ser constitutivos, como por exemplo o direito do dono de prédio encravado (aquele que não tem saída para uma via pública) de exigir que o dono do prédio dominante lhe permita a passagem.
Embora impondo-se como poder/direito e submetendo outrem à sujeição ao seu exercício, o direito potestativo, ao ser exercido não pode exceder os limites do uso e costumes, da boa-fé e sociais necessários à paz social, nem a regulação da lei sobre tal direito, sob pena de configurar-se o abuso do direito. Dessa forma, o empregador não pode submeter o empregado demitido a situações que o humilhem ou desmereça perante o mercado de trabalho, nem se ignorar das suas responsabilidades trabalhistas inerentes ao empregador. Assim, quem pretende o divórcio não pode impor ao outro situação não prevista ou proibida por lei. Nos contratos de sociedade, embora o voto da maioria prevaleça, não pode ser o minoritário impedido do exercício do seu direito de recesso.